# 威諾納鎮區 (密蘇里州香農縣)
威諾納鎮區（英語：Winona Township）是位於美國密蘇里州香農縣的一個行政鎮區。

## 地方資料
威諾納鎮區的面積為394.49平方千米，當中陸地面積為394.41平方千米，而水域面積為0.07平方千米。根據2020年美國人口普查的數據，當地共有人口1917人，而人口密度為每平方千米4.86人。